# Kuno Brinks
Kuno Brinks (Bussum, 24 maart 1908 – Amsterdam, 9 oktober 1992) was een Nederlands graficus en (reclame)tekenaar.

## Leven en werk
Voor zijn opleiding bezocht hij het Rijksinstituut tot Opleiding van Tekenleraren en de Rijksacademie van Beeldende Kunsten in Amsterdam
Hij werkte onder meer bij Reclamebureau De la Mar, Amsterdam. Hij ontwierp reclamemateriaal voor Philips, en voor de PTT kwamen een aantal ontwerpen voor postzegels van zijn hand. Voor diverse uitgeverijen was hij boekillustrator en boekbandontwerper.
Vanaf 1936 was hij docent in de grafische kunsten aan de Rijksacademie van Beeldende Kunsten, Amsterdam en vanaf 1944 was hij daar hoogleraar grafische kunsten.
Hij trouwde in 1931 met schilderes Lous Sluijters, dochter van de schilder Jan Sluijters .

## Postzegelontwerpen van Kuno Brinks

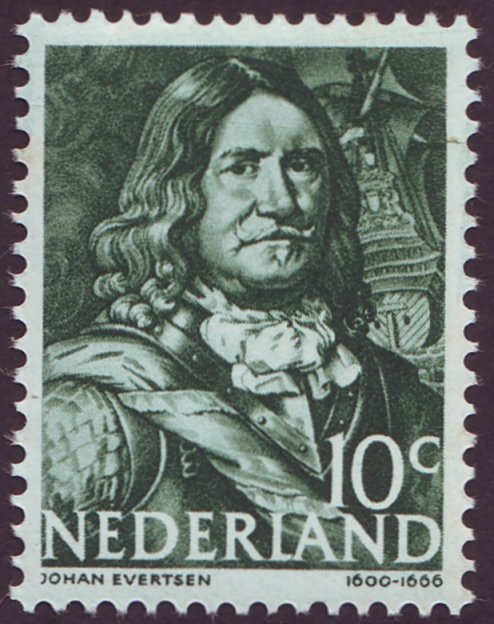
Johan Evertsen Postzegel 1943
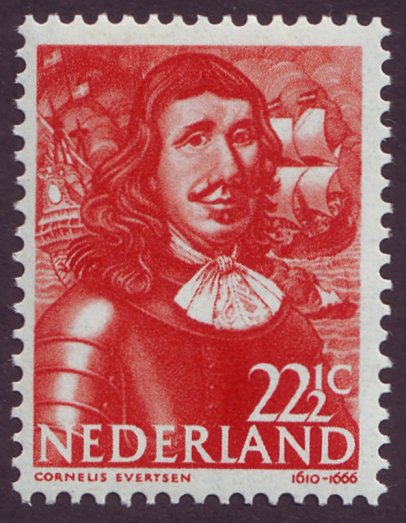
Cornelis Evertsen de Oude Postzegel 1943
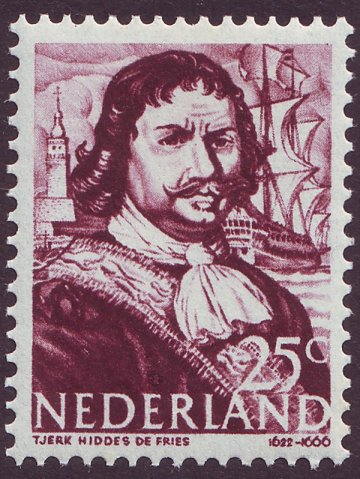
Tjerk Hiddes de Vries Postzegel 1943
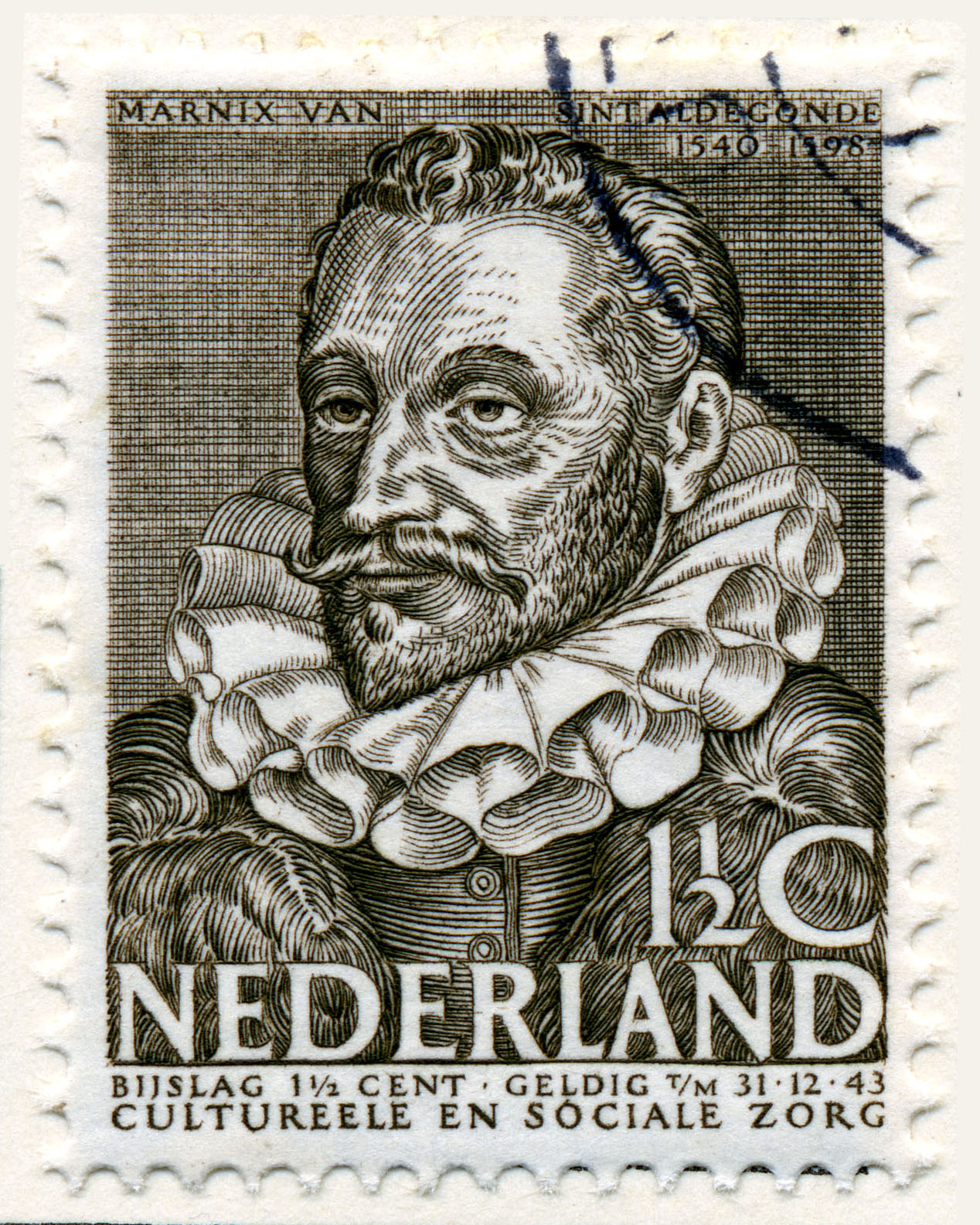
Filips van Marnix van Sint-Aldegonde Zomerzegel 1938

## Catalogus grafiek van Kuno Brinks
| Afbeelding | Titel                                                            | Datering  | Techniek                | Afmetingen   | Catalogus Kersten | Diversen                                                                                                   |
| ---------- | ---------------------------------------------------------------- | --------- | ----------------------- | ------------ | ----------------- | --- |
|            | Stoommachines (?)                                                | 1929      | ? Eigen Druk            | 220 x 270 mm | Kersten ?         | In privé bezit                                                                                             |
|            | ss Johan van Oldenbarnevelt                                      | 1930      | ets                     | 205 x 360 mm | Kersten 22        | - |
|            | Zeeslag                                                          | 1930      | droge naald             | ?            | Kersten 36        | |
|            | Twee paardenhoofden                                              | 1931      | gravure                 | 191x136 mm   | Kersten 39        | - |
|            | Kuno Brinks, Dijksgracht                                         | 1931      | ets                     | 130 x 275 mm | Kersten 41        | - |
|            | Heistelling                                                      | 1931      | droge naald             | 196 x 210 mm | Kersten 44        | - |
|            | Petrus vindt de stater in de bek van de vis                      | 1933      | gravure                 | 245 x 180 mm | Kersten 50        | Veth 1933, pp. 29, 39, afb. p. 38; Van der Boom 1950, p. 29                                                |
|            | Liggend naakt                                                    | 1935      | gravure                 | 147 x 215 mm | Kersten 54        | Van Gelder 1940, pp. 170, 172, afb; Veth 1946, pp. 26, 39, afb. p. 6; Van der Boom 1946, p. 39, afb. p. 33 |
|            | Dolomieten                                                       | 1935      | ets                     | 195 x 290 mm | Kersten 57        | - |
|            | Kasbah in de Atlas                                               | 1936      | gravure                 | 276 x 218 mm | Kersten 70        | - |
|            | Les bijoux berbères                                              | 1937      | gravure                 | 326 x 220 mm | Kersten 74.jpg    | Van Gelder 1940, p. 173, afb.; Veth 1946, pp. 22, 39, afb. p. 31, Van der Boom, 1950, p. 29, afb. 28       |
|            | Boerderij                                                        | 1938      | gravure                 | 278 x 215 mm | Kersten 80        | - |
|            | Lavendelpluksters                                                | 1939      | gravure                 |              | Kersten 91        | Van Gelder 1940, pp. 164, 174, afb.                                                                        |
|            | Notre Dame de Parijs                                             | 1935      | ets                     | 260 x 210 mm | Kersten 99        | Veth 1946, pp. 21, 39 afb. p. 23                                                                           |
|            | Ossenkoppen                                                      | 1939      | gravure                 | 215 x 150 mm | Kersten 89        | Van Gelder 1940, p. 170; Veth 1946, pp. 25-26, 39, afb. p. 15, Van der Booom 1950, afb. 29                 |
|            | Wind en rook (De oude sluiskolk inin de Keulsevaart bij Zeeburg) | 1944      | ets                     | 162 x 230 mm | Kersten 118       | - |
|            | Groothoofd te Dordrecht                                          | 1944      | ets                     | 162 x 260 mm | Kersten 117       | Veth 1946, pp. 21, 39, afb. 5                                                                              |
|            | Portret van Jan Odé                                              | 1946      | gravure                 | 278 x 215 mm | Kersten 122       | , Veth 1946, p. 39, afb. p. 12; Van der Boom 1950, p28, afb. 31                                            |
|            | Rue de Bièvre, Parijs                                            | 1946      | ets                     | 243x 190 mm  | Kersten 129       | - |
|            | Liggend veulen                                                   | 1948      | droge naald             | 220 x 287 mm | Kersten 141       | - |
|            | Zonnebaders                                                      | 1946      | ets                     | 145 x 170 mm | Kersten127        | - |
|            | Gewichtheffer                                                    | 1949      | droge naald             | 302 x 302 mm | Kersten 145       | |
|            | Paard                                                            | 1950      | Droge naald             | 280 x 220    | Kersten 149       | - |
|            | Strand te Cannes                                                 | 1950      | droge naald             | 220 x 280 mm | Kersten 150       | - |
|            | Normandië, Koeien in de wei                                      | 1951      | Droge naald             | 216 x 276 mm | Kersten 156       | - |
|            | Het IJ II                                                        | 1950      | ets                     | 138 x 274 mm | Kersten 161       | - |
|            | Iepenlaan                                                        | 1954      | ets                     | 265 x 210 mm | Kersten 164       | - |
|            | Ploegende Ossen                                                  | 1954      | droge naald             | 315 x 390 mm | Kersten 166       | De Grafische 50, 1962, afb.                                                                                |
|            | Tijger                                                           | 1956      | Droge naald             | 165 x 275 mm | Kersten 175       | - |
|            | Friese hengsten                                                  | 1954-1956 | droge naald             | 294 x 395 mm | Kersten 165       | - |
|            | Circus                                                           | 1957      | droge naald en aquatint | 325 x 440 mm | Kersten 181       | - |
|            | Portret van Jan Sluijters                                        | 1958      | Gravure                 | 334 x 275 mm | Kersten 183       | De grafische 50, 1962, afb.                                                                                |
|            | Koorddanser                                                      | 1958      | droge naald             | 335 x 210 mm | Kersten 186       | - |
|            | Ferdinand Bordewijk                                              | 1959      | gravure                 | 248 x 201 mm | Kersten 187       | - |
|            | Hochrad                                                          | 1959      | droge naald             | 340 x 235 mm | Kersten 191       | - |
|            | Hengelaars                                                       | 1961      | ets                     | 217 x 279 mm | Kersten 195       | - |
|            | Portret van mr G van Hall                                        | 1962      | gravure                 | 31 x 24,3 mm | Kersten 198       | - |
|            | In de stal                                                       | 1966      | droge naald             | 402 x 315 mm | Kersten 206       | - |
|            | Koe                                                              | gravure   | 273 x 356 mm            | Kersten 208  | -                 | |

Bovenstaande lijst is nog in opbouw - 15 mei 2021
- Biografisch Portaal: 22569502
- Gemeinsame Normdatei: 174189346
- International Standard Name Identifier: 0000 0003 8247 7074
- Library of Congress Control Number: nr97034747
- Nederlandse Thesaurus van Auteursnamen: 071108556
- RKD-Nederlands Instituut voor Kunstgeschiedenis: 12666
- Virtual International Authority File: 264728517
- WorldCat: E39PBJdCpWhv9kJJCCFkTj6xjC